# Sedum ruprechti
Sedum ruprechti là một loài thực vật có hoa trong họ Crassulaceae. Loài này được Omelcz. miêu tả khoa học đầu tiên.